# Miner County
Miner County är ett administrativt område i delstaten South Dakota, USA. År 2010 hade countyt 2 389 invånare. Den administrativa huvudorten (county seat) är Howard. 

## Geografi
Enligt United States Census Bureau så har countyt en total area på 1 481 km². 1 477 km² av den arean är land och 4 km² är vatten. 

### Angränsande countyn
- Kingsbury County, South Dakota - nord
- Lake County, South Dakota - öst
- McCook County, South Dakota - sydost
- Hanson County, South Dakota - sydväst
- Sanborn County, South Dakota - väst